# Teuchophorus gissaricus
Teuchophorus gissaricus är en tvåvingeart som beskrevs av Negrobov och Gritchanov 1982. Teuchophorus gissaricus ingår i släktet Teuchophorus och familjen styltflugor.
Artens utbredningsområde är Tadzjikistan. Inga underarter finns listade i Catalogue of Life.